# غده زیرزبانی
غده زیرزبانی (انگلیسی: Sublingual gland) یکی از غده‌های جفت اصلی بزاق در پیرامون دهان انسان است. غده زیرزبانی کوچک‌ترین و پراکنده‌ترین غده اصلی بزاقی بدن است و تنها غده بزاقی اصلی بدون کپسول هستند. این جفت غده تنها ۳-۵٪ از کل بزاقی را تأمین می‌کنند.

## ساختار
این دو غده در بخش جلویی و بالاتر از غده زیرآرواره‌ای و بخش زیرین و کناری زبان و در زیر غشای مخاطی کف دهان جای دارند. این دو غده به طور جانبی توسط استخوان آرواره پایین و از ناحیه انتهایی استخوان به ماهیچه آسیالامی محدود می‌شوند. این دو غده را می‌توان در پشت هر استخوان نیش آرواره پایین احساس کرد. با قرار دادن یک انگشت اشاره در درون دهان و نوک انگشتان دست مخالف در خارج از آن، غده فشرده به صورت دستی میان انگشتان درونی و بیرونی لمس می‌شود.

## نگارخانه

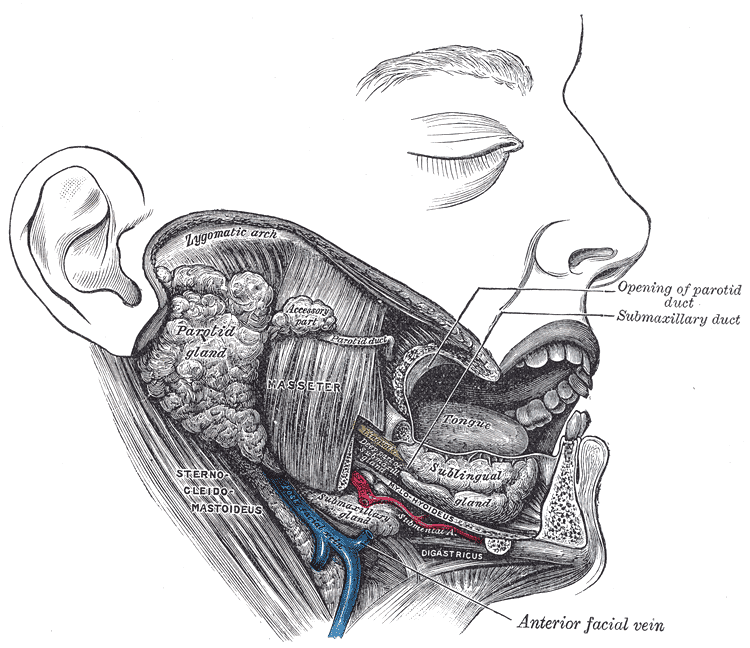
نمایی از غده زیرزبانی.
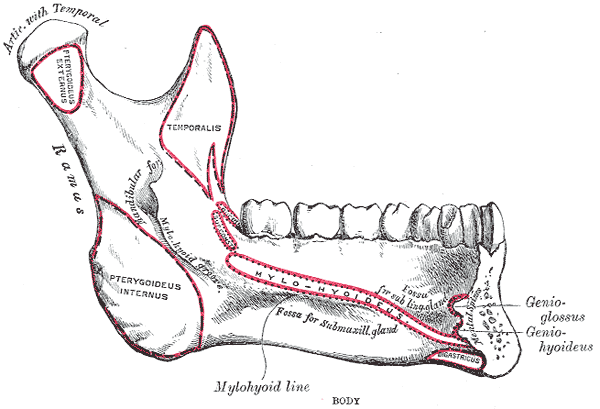
نمای درونی آرواره پایین
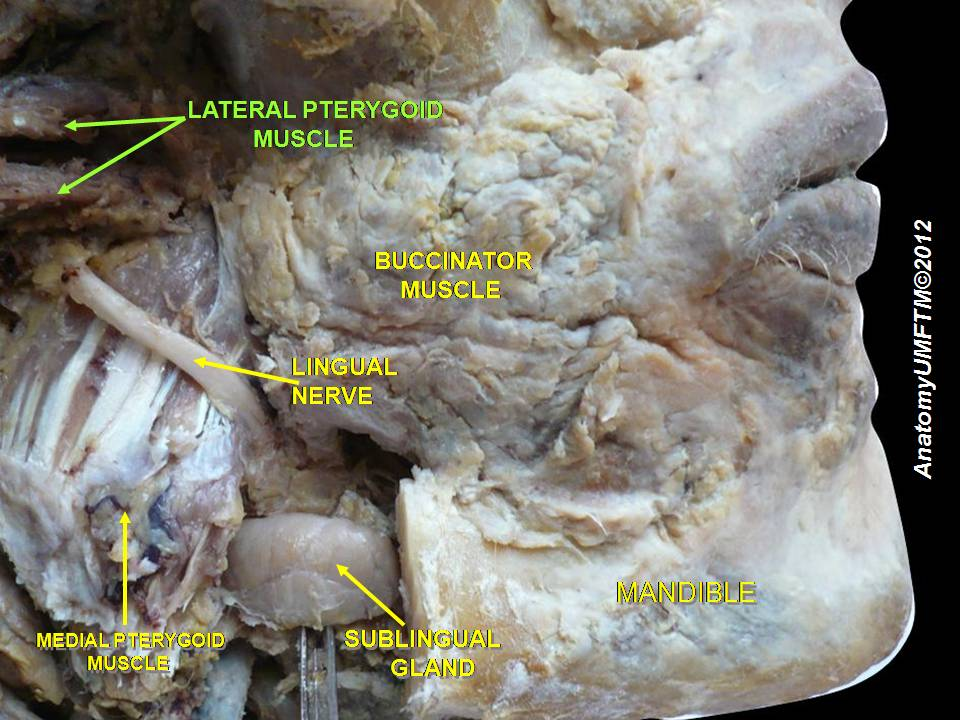
غده زیرزبانی
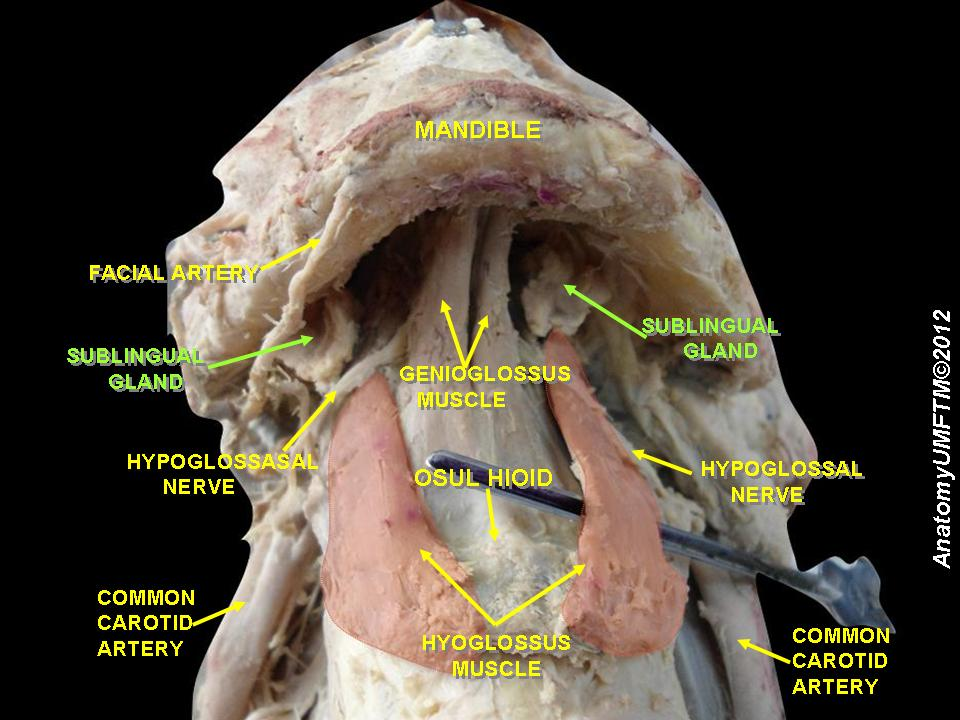
غده زیرزبانی
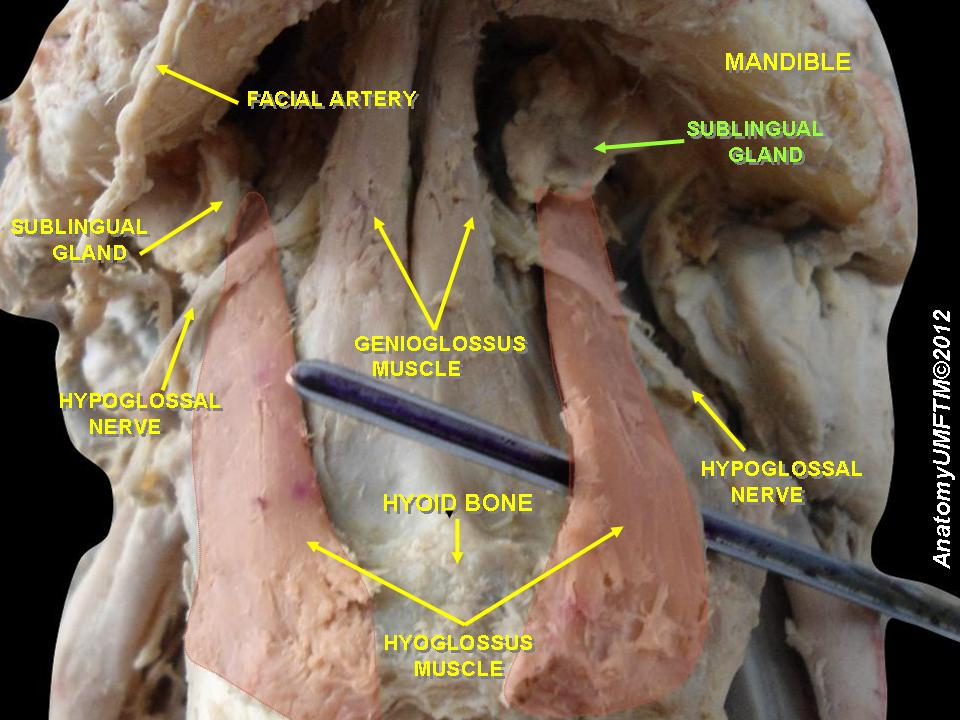
غده زیرزبانی